# Рінтаро
Рінтаро (яп. りん たろう, Rintarō, нар. 22 січня 1941 року в Токіо) — псевдонім Сігеюкі Хаясі (яп. 林 政行, Hayashi Shigeyuki), відомого японського режисера та продюсера анімаційних фільмів. Хоч він найчастіше і співпрацює з анімаційною студією Madhouse (співзасновник), його, як фриланс директора, не можна назвати прив'язаним до якоїсь одної студії. Працювати в анімаційній індустрії він розпочав у віці 17 років як проміжний аніматор над фільмом 1958 року Hakujaden. Його праці здобули декілька перемог та були номіновані на численні нагороди, включаючи номінацію за Найкращий фільм Metropolis на кінофестивалі у Сіджасі 2001 року.
Рінтаро є шанувальником наукової фантастики; також на нього вплинули американський вестерн, гангстерські фільми, фільми в стилі нуар та французьке кіно. Крім того, на нього вплинув Осаму Тедзука, з яким він працював над Kimba the White Lion та Astro Boy. Він казав, що коли він працював над створенням Metropolis, яке основане на однойменній манзі Тезуки, він хотів «просякнути духом Тедзуки». Рінтаро особисто представляв фільм на Big Apple аніме фестивалі у 2001, де він був показаний до прем'єри.
Окрім свого власного імені, отриманого при народженні, та найбільш відомого свого псевдоніму, Рінтаро також працював під іменем Курума Хіно (Kuruma Hino). Інколи його псевдонім помилково записують як Rin Taro чи Taro Rin. Він є одним із основоположних членів Асоціації Авторів Японської Анімації (JAniCA).

## Біографія
Першою роботою Рінтаро в аніме індустрії стала посада проміжного аніматора у 1958 році у фільмі Hakujaden, над яким він працював у Toei Animation. Після роботи ще над двома додатковими фільмами, він починає працювати на Mushi Productions, студію, яку очолює Осаму Тедзука. Його перша праця на посаді директора була четверта серія Astro Boy, серіалу 60-х років. Після того, як він покинув Mushi у 1971 — стає фрілансером, працює з багатьма аніме TV серіалами та фільмами, успішно здобуваючи собі репутацію одного з найбільш поважних та добре відомих аніме директорів у Японії.
Наступні роки, Рінтаро ходив на лекції до приватного університету Kyoto Seika University.
Брат Рінтаро, Масаюкі Хаясі (Masayuki Hayashi), також аніме директор та аніматор. Деякі джерела, включаючи Аніме Енциклопедію, помилково позначають що «Masayuki Hayashi» та «Rintaro» є одною і тою ж самою людиною.

## Фільмографія

### Фільми
| Назва твору                       | Посада                         | Рік  |
| --------------------------------- | ------------------------------ | ---- |
| Galaxy Express 999                | Director                       | 1979 |
| Adieu Galaxy Express 999          | Director                       | 1981 |
| Harmagedon                        | Director                       | 1983 |
| The Dagger of Kamui               | Director                       | 1985 |
| Phoenix: Karma Chapter            | Director                       | 1986 |
| Neo Tokyo — Labyrinth labyrinthos | Director and Screenplay        | 1987 |
| X/1999                            | Director                       | 1996 |
| Reign: The Conqueror              | Director                       | 2000 |
| Metropolis                        | Director                       | 2001 |
| 48 x 61                           | Director and Storyboard Artist | 2004 |
| Yona Yona Penguin                 | Director                       | 2009 |
| B't X: The Movie                  | Director                       | 2015 |

### Original Video Animation
| Назва твору                                       | Посада                  | Рік  |
| ------------------------------------------------- | ----------------------- | ---- |
| Take the X Train                                  | Screenplay and Director | 1987 |
| Bride of Deimos                                   | Director                | 1988 |
| Matasaburo of the Winds                           | Screenplay and Director | 1988 |
| Peacock King                                      | Director                | 1988 |
| I Am Son Goku                                     | Screenplay and Director | 1989 |
| Doomed Megalopolis                                | Director                | 1991 |
| Download                                          | Screenplay and Director | 1992 |
| New Peacock King                                  | Director                | 1994 |
| Final Fantasy: Legend of the Crystals             | Director                | 1994 |
| Space Pirate Captain Herlock: The Endless Odyssey | Director                | 2002 |

### TV серіали[1][2][7][15]
- Astro Boy (1963 — як Сігеюкі Хаясі)
- Wanpaku Tanteidan (1968)
- Sabu to Ichi Torimono Hikae (1968)
- New Moomin (1972)
- Hoshi no Ko Chobin (1974)
- Wanpaku Omukashi Kumu Kumu (1975)
- Manga Nihon Mukashi Banashi (Співдиректор) (1975)
- Jetter Mars (1977)
- Arrow Emblem: Hawk of the Grand Prix (1977)
- Space Pirate Captain Harlock (1978)
- Ganbare Genki (1980)
- Dragon Quest (1989)